# فیل انسلمو
فیل انسلمو (به انگلیسی: Phil Anselmo) خوانندهٔ هوی متال آمریکایی است که بیشتر به‌عنوان خوانندهٔ پیشین پنترا شناخته می‌شود. او در حال حاضر خوانندهٔ گروه داون است.
او همچنین مالک شرکت تهیه‌کننده موسیقی هاوس‌کور رکوردز است که در آن به پروژه‌های کم‌تر شناخته‌شده‌اش می‌پردازد.

## سال‌های آغازین
او با نام اصلی فیلیپ هنسن انسلمو زاده و بزرگ‌شدهٔ نیو اورلئانز است. پدرش در نیو اورلئانز رستورانی با نام خانوادگی‌شان داشت. انسلمو یک برادر کوچک‌تر از خودش به‌نام جری و یک خواهر دوقلو به نام ربکا دارد که در تنها آلبوم منتشر شده از گروه ساترن ایزولیشن، به عنوان خوانندهٔ بک وکال با فیل همکاری کرده‌است.
انسلمو در مصاحبه‌های مختلف گفته که در کودکی بسیار آرام و منزوی بوده‌است. او همچنین در جوانی مدتی به کار بر روی قایق‌های ماهیگیری مشغول بوده‌است.

## پنترا
او تا قبل از این‌که به پنترا بپیوندد خوانندهٔ یک گروه گمنام به‌نام ریزر وایت بود که چون از خودشان چیزی نداشتند بیشتر به بازخوانی کارهای جوداس پریست می‌پرداختند. آشنایی او با پنترا زمانی اتفاق افتاد که برادران ابوت و رکس براون به کلوپی در نیواورئانز-که انسلمو به آنجا زیاد رفت‌وآمد داشت- رفتند.
آن‌ها انسلمو را جایگزین مناسبی برای تری گلیز(گیتاریست و خوانندهٔ پیشین پنترا) یافتند و با پیوستن او به پنترا، گروه کار بر روی آلبوم چهارم‌شان با نام پاور متال را شروع کردند.
پاور متال که تهیه‌کنندگی‌اش بر عهدهٔ خود گروه بود، آلبومی در سطح کارهای بعدی پنترا نبود اما مقدمات امضای قرارداد با شرکت معتبر آتلانتیک رکوردز را برای ضبط آلبوم بعدی گروه فراهم کرد. سرانجام پنجمین آلبوم پنترا به‌نام کابوی‌هایی از جهنم که در سال ۱۹۹۰ منتشر شد به موفقیتی بزرگ برای گروه تبدیل شد. این موفقیت با آلبوم‌های نمایش عوامانهٔ قدرت(۱۹۹۲) و از باانگیزه خیلی آنورتر(۱۹۹۴) ادامه یافت.
با پرداختن انسلمو به پروژه‌های شخصی خودش و شدت گرفتن اعتیاد او به مواد مخدر، به مرور روند کار گروه با مشکل مواجه شد. مسئلهٔ اعتیاد او به قدری وخیم شد که در ژوئیه ۱۹۹۶ و در جریان برگزاری تور آلبوم کشتار بزرگ مد روز، از جنوب در دالاس، انسلمو بر اثر اوردوز هروئین تا پای مرگ پیش رفت. قلب او برای ۵ دقیقه از کار افتاد که با تزریق آدرنالین و انتقال به بیمارستان از مرگ رهایی یافت. او پس از این اتفاق تصمیم گرفت که اعتیادش را ترک کند که البته فقط برای مدت کوتاهی موفق به انجام آن شد.
مشکلات شخصی انسلمو و پرداختن او به پروژه‌های متعدد موازی با پنترا از قبیل گروه داون، سوپرجوینت ریچوال، وایکینگ کرون، نکروفاجیا و ... به مرور باعث بروز اختلاف در گروه و دلسردی اعضای پنترا از او شد و بالاخره در سال ۲۰۰۳ پنترا رسماً از هم پاشیده شد. وینی پال بعدها در مصاحبه‌ای گفت که او دیگر هیچ‌گاه با انسلمو صحبت نخواهد کرد. او همچنین گفت: من فقط امیدوارم دیگران بدانند که انسلمو وقتی دهانش را باز می‌کند هیچ‌وقت برای پنترا سخن نمی‌گوید.

## کشته‌شدن دایمبگ دارل
او در پی کشته‌شدن دایمبگ دارل در سال ۲۰۰۴ برای حضور در مراسم خاکسپاری به تگزاس رفت ولی خانوادهٔ دایم از حضور او در مراسم جلوگیری کردند.
انسلمو تنها عضو پنترا است که اجازه نیافت در مراسم تشییع جنازهٔ دایم حضور پیدا کند.
مدتی بعد ویدئویی روی سایت یوتیوب قرارداده شد که انسلمو در آن ویدئو از رفتار گذشتهٔ خود در قبال هم‌گروهی‌های سابق‌اش اظهار پشیمانی کرد. آلبوم Down III: Over the Under از آثار گروه داون که در سال ۲۰۰۷ منتشر شد با تأثیر از مرگ دایم ساخته شده‌است و اعضای گروه داون طی توری که در پی انتشار آلبوم برگزار کردند، آهنگ «محکوم به حبس ابد» را به دایم تقدیم کردند.

## زندگی خصوصی
انسلمو در ۳۱ اکتبر سال ۲۰۰۱ (هالووین) با دوست دختر قدیمی‌اش استفانی وینستین ازدواج کرد. در همان سال آن‌ها با هم گروه ساترن ایزولیشن را تشکیل دادند که پس از انتشار اولین و تنها آلبوم‌شان، گروه منحل شد.